# Madonna a gyermekkel (Crivelli-kép)
A Madonna a gyermekkel című festmény Carlo Crivelli alkotása, amely a New York-i Metropolitan Művészeti Múzeum európai gyűjteményének része.

## Története
A temperával falapra festett kép 37,8 × 25,4 centiméteres, ebből a festett felület 36,5 × 23,5 centiméteres. A különösen jó állapotban megőrződött festményen a jó és a rossz szimbólumai veszik körbe Szűz Máriát és a kisded Jézust. Az almák és a kép bal oldalán, a kőpárkányon feltűnő légy a bűnöket, míg az uborka és a gyermek kezében lévő tengelic a megváltást és a lelket szimbolizálja. Van olyan vélemény is, miszerint a légy az ördögöt jeleníti meg. Norman Land művészettörténész arra hívta fel a figyelmet, a légy egyfajta trompe-l’œil, amelynek az a célja, hogy bizonyítsa a művész tudását. Az alakokhoz képest túlzott méretű légy ugyanis nagyjából életnagyságú, ezért a szemlélő inkább a képen, mintsem a képben látja.
A festmény Crivelli egyik legkifinomultabb alkotása, a részletgazdag kidolgozás talán flamand hatás. A háttérben turbános alakok láthatók, lehetséges, hogy mamlúkok, akik a kép keletkezésének idején, az 1480-as években Jeruzsálemet uralták. A párkányt borító drapérián pecsétviasszal rögzített papírcetli látható, rajta a festő nevével.